# 限制級戰警：重返極限
《限制級戰警：重返極限》（英語：xXx: Return of Xander Cage）是一部於2017年上映的美國動作片，由D·J·克魯索執導。本片為2005年電影《限制級戰警2：極限公國》的續集。由雲·迪素、甄子丹、荻皮卡·帕都恭、露比·蘿絲、柏朗·伊雲、妮娜·道伯瑞、東妮·克莉蒂、吳亦凡以及森姆·積遜主演。
本片為Revolution Studios繼2007年的《尼斯湖水怪》後所製作的第一部電影。派拉蒙影業定於2017年1月20日在美國上映。

## 劇情
故事敘述從極限運動員變成政府特工的桑德·凱吉本被認為已死亡，但因致命戰士翔與他的團隊企圖利用危險的潘多拉盒子為非作歹，使得桑德·凱吉再次被找上，組成新團隊來阻止；而他也發現自己將陷入世界各國政府高層間的勾結和陰謀中。

## 演員
| 演員                            | 角色                                                 | 備註 |
| 馮·迪索 Vin Diesel              | 桑德·凱吉／限制級戰警 Xander Cage／xXx                        | 極限運動愛好者，在通過吉本斯的測試後成為了限制級戰警。2005年國安局內鬼事件時假死脫離國安局，吉本斯出事後被珍找上門來，要求他重回3X計劃行列。後被珍設計，與翔的團隊對立，發現真相後雙方合作。 |
| 甄子丹 Donnie Yen               | 翔 Xiang                                             | 前3X計劃成員，致命的武術戰士。先與先達的團隊對立，後合作。 |
| 荻皮卡·帕都恭 Deepika Padukone  | 倩娜·恩格 Serena Unger                               | 翔的同夥之一，前3X計劃成員。與先達關係曖昧。 |
| 吳亦凡 Kris Wu                  | 哈佛／「力斯」周力奇 Harvard / Nicky "Nicks" Zhou    | 先達的戰友，擅長製造派對歡樂氣氛。 |
| 露比·蘿絲 Ruby Rose             | 艾黛 Adele                                           | 先達的戰友，狙擊手，擅長在各種極限狀態下狙擊。 |
| 東尼嘉 Tony Jaa                 | 塔隆 Talon                                           | 翔的同夥之一，前3X計劃成員。武術高手。 |
| 妮娜·道伯瑞 Nina Dobrev         | 蕾貝卡·「貝姬」·克利爾瑞奇 Rebecca "Becky" Clearidge | CIA探員，負責後勤，過去也是吉本斯的下屬。 |
| 東妮·克莉蒂 Toni Collette       | 珍·馬克 Jane Marke                                   | CIA 高級官員，吉本斯“死”後由她主導這次行動的主要負責人。利用先達的團隊對付翔的團隊。 |
| 山繆·傑克森 Samuel L. Jackson   | 奧古斯·吉本斯 Augustus Gibbons                       | 美國國家安全局（NSA）探員。在影片開段與內馬爾於中國餐館被衛星“炸死”，在結尾出現於自己的“喪禮”，與先達聊天，並招募了內馬爾。                                                                  |
| 羅瑞·麥卡恩 Rory McCann         | 丁尼森／焦土 Tennyson "The Torch"                    | 先達的戰友，交通工具專家，興趣是。 |
| 妙麗·克菲爾德 Hermione Corfield | 安絲莉 Ainsley                                       | 幽靈獵人，替先達尋找翔等人的行蹤。 |
| 托尼·岡薩雷斯 Tony Gonzalez     | 保羅·唐納文 Paul Donovan                             | 珍招募的特種部隊成員，典型模範軍人，也因此與先達互看不順眼。 |
| 麥可·彼斯平 Michael Bisping     | 神鷹 Hawk                                            | 翔的同黨之一，前3X計劃成員。身材壯碩。 |

此外，尼基·賈姆飾演拉撒路（Lazarus），翔的同夥之一，前3X計劃成員。艾爾·斯帕恩扎 飾演CIA局長安德森（Anderson）。阿里亞德娜·古提雷兹飾演露娜（Lola），桑德·凱吉假死後交的女友。孝恩·羅伯茲飾演喬納斯（Jonas），與先達敵對的美國國家安全局探員。安德烈·伊夫琴科（安德利·伊夫臣夫）飾演瑞德·艾瑞克（Red Erik），俄國特種部隊指揮官。丹尼爾・凱許飾演俄國皇牌特工。冰塊酷巴回歸客串飾演達流士·史東／限制級戰警（Darius Stone／xXx），前作《3X之特種叛變》主角，前海豹特遣隊，自2005年起就任的3X計劃成員，在吉本斯出事後選擇潛伏。巴西足球員內馬爾客串飾演自己，被吉本斯招募加入3X計畫的世界頂級足球員。

## 製作
儘管桑德·凯吉已在《限制級戰警2：極限公國》中陣亡，但馮·迪索仍宣布他在回歸第二部續集飾演此角，片名為《xXx: The Return of Xander Cage》，並將於2017年暑期上映。雖然劇本尚未完成，但迪索同意讓第一集的導演羅伯·柯漢回歸執導。迪索曾表示，風格、音樂等將會和第一集相同，以及粉絲想要的特技與重金屬配樂。2008年，喬·羅斯正在進行會談擔任監製。之後柯漢開始趕工劇本。2009年6月10日，柯漢為了其他的工作項目而再度擱置。2009年8月26日，SlashFilm宣布，艾利克森·柯爾成為了導演和監製，並將於2010年初開始進行製作。
2010年4月，據透露，電影的出資者為派拉蒙影業而不是索尼，並打算將電影拍成3D。同時，羅伯·柯漢有望回歸擔任導演。
2014年1月，迪索表示，劇本會在一個月後完成；而電影仍暫定名為《xXx: The Return of Xander Cage》。後來，迪索在自己的Instagram上透露，電影將會於2015年12月在菲律賓正式開拍。2015年10月10日，宣布D·J·克魯索將擔任導演。迪索在自己的Instagram上宣布，UFC選手康納·麥格雷戈將飾演一個角色，而在他的Facebook上則宣布山繆·傑克遜則會回歸吉本斯一角。2016年1月1日，迪索又透露東尼嘉、李連杰和荻皮卡·帕都恭也會參演電影。一週後，妮娜·道伯瑞和露比·蘿絲也加入了劇組。道伯瑞將飾演一名個性風趣的技術人員，而帕都恭則詮釋一名女獵人和凯吉的前情人。蘿絲的角色據傳會是名狙擊手。安德烈·伊夫琴科被證實飾演反派角色，而李連杰也似乎詮釋一位反派。
據傳言，在《限制級戰警2：極限公國》中飾演達流士·史東的冰塊酷巴也將出演他的角色，但並未得到證實。2016年2月12日，李連杰退出了電影，由甄子丹取代了他擔任反派。
電影於2016年1月在多倫多和菲律賓開拍。

## 發行

### 評價
《极限特工：终极回归》獲得的評價以負面居多。爛番茄根據140篇專業影評，新鮮度45%，平均得分4.83／10。Metacritic則獲得42分，好壞評價各半參雜。受批評的理由主要為該片的角色過多，且戰鬥和劇情混雜、薄弱。

### 票房
北美方面，《极限特工：终极回归》與同期上映的《分裂》和《速食遊戲》共同競爭，估計於首週末只能從三千間戲院中獲得1600萬至2000萬美元的票房。美國首映週末票房收入為2000萬美元，位居當週票房第二。
台灣方面，最終全台票房為新台幣1.86億元。
| 上一届： 《樂來越愛你》 | 2017年台北週末票房冠軍 第3週       | 下一届： 《惡靈古堡：最終章》   |
| 上一届： 《惱爸偏頭痛》 | 2017年香港週末票房冠軍 第4週       | 下一届： 《生化危機：終極屍殺》 |
| 上一届： 《功夫瑜伽》   | 2017年中国内地一周票房冠军 第7-8週 | 下一届： 《生化危機6：終章》    |

## 續集
2017年1月，在迪索和《綜藝》的採訪中，迪索透露，派拉蒙已聯繫要他回歸第四部電影。6月，儘管電影的票房在北美失利，但因在中國市場獲利（超過三分之一的總票房來自中國）而仍決定推出續集，並由新成立的電影公司H Collective負責。 2018年11月，台灣藝人周杰倫宣布加盟演出。

## 外部連結
- 互联网电影数据库（IMDb）上《限制級戰警：重返極限》的资料（英文）
- 爛番茄上《限制級戰警：重返極限》的資料（英文）
- Metacritic上《限制級戰警：重返極限》的資料（英文）
- AllMovie上《限制級戰警：重返極限》的资料（英文）
- Box Office Mojo上《限制級戰警：重返極限》的資料（英文）
- Yahoo奇摩電影上《限制級戰警：重返極限》的資料（繁體中文）
- 開眼電影網上《限制級戰警：重返極限》的資料（繁體中文）
- 雅虎香港電影上《限制級戰警：重返極限》的資料（繁體中文）
- 时光网上《限制級戰警：重返極限》的資料（简体中文）
- 豆瓣电影上《限制級戰警：重返極限》的資料 （简体中文）